# Krimi.de
Krimi.de è una serie televisiva tedesca andata in onda su KiKA dall'8 marzo 2005 al 20 settembre 2013. I casi di polizia che si presentano in ogni episodio vengono risolti da alcuni bambini e dalle forze dell'ordine.

## Episodi
| Stagione         | Episodi | Prima TV originale |
| ---------------- | ------- | ------------------ |
| Prima stagione   | 2       | 2005               |
| Seconda stagione | 2       | 2005               |
| Terza stagione   | 2       | 2006               |
| Quarta stagione  | 9       | 2007               |
| Quinta stagione  | 2       | 2008               |
| Sesta stagione   | 6       | 2009-2010          |
| Settima stagione | 4       | 2011               |
| Ottava stagione  | 2       | 2012               |
| Nona stagione    | 3       | 2013               |